# Elacatinus dilepis
Elacatinus dilepis is een straalvinnige vissensoort uit de familie van grondels (Gobiidae). De wetenschappelijke naam van de soort is voor het eerst geldig gepubliceerd in 1964 door Robins & Böhlke.